# ابن إسحاق التونسي
أبو العباس بن إسحاق التميمي التونسي عالم فلك عربي تونسي في القرن الثالث عشر، ومؤلف لأحد أهم الزيج الذي افتتح تقليدًا فلكيًا جديدًا، في دول المغرب الكبير لعدة قرون قادمة. لا يُعرف شيء تقريبًا عن حياة ابن إسحاق. إلى جانب زيجته غير المكتملة، فإن المعلومات الوحيدة عنه تأتي من علماء عرب آخرين كابن خلدون وابن البنا، مما يدل على نشاطه في مراكش إلى جانب وطنه تونس. يمكن أن يُستَنْتَج من اسمه أنه ينتمي إلى قبيلة بني تميم. ظلت جداول ابن إسحاق الفلكية موجودة فقط في مخطوطة اكتشفت حديثًا وحررها مؤلف لاحق. يبدو أن المؤلف المجهول قد أكمل العمل بإضافة قوانين للجداول. استند العمل جزئيًّا إلى ملاحظات أصلية قام بها ابن إسحاق نفسه وعالم فلك يهودي معاصر من صقلية، بينما اعتمد في الجزء الآخر على مصادر أندلسية عربية، بما في ذلك أعمال الزرقالي والجياني وغيرهما.

## طالِع أيضًا
- علم الفلك في عصر الحضارة الإسلامية
- ابن الرقام